# 势能面

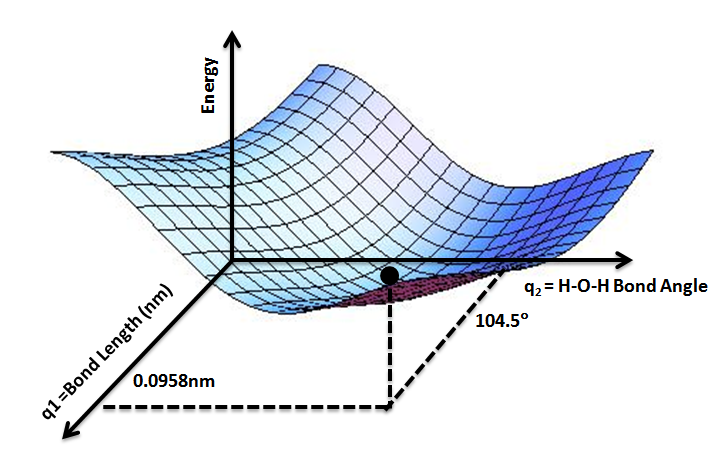
水分子势能面: 势能最低点对应优化后的水分子结构， O-H 键长 0.0958nm， H-O-H尖角为 104.5°

势能面，表示某一微观体系的势能和相关参数（通常为原子坐标）之间的函数关系，是势能函数的图像。势能面用一个或更多的坐标去表示，当用一个坐标去表示时，势能面通常被称为“势能曲线”。
势能面概念被用在物理以及化学领域, 尤其是它们的理论研究分支。 势能面可以被用来从理论层面理解由原子组成的物质的性质, 例如：搜寻分子的最低能量构形或者计算化学反应速率。
势能面类似于对地形的描述：对于一个有两个自由度的体系（例如：一个键长、一个键角），体系的势能可以类比为地形的高度，两个自由度可以类比为描述某位置的坐标。通过这样的描述，体系势能随坐标的变化可以很直观地被表示出来。
体系总势能与原子在空间的排布有关，是原子坐标等参数的函数，可以用一条曲线或一个多维表面表示。狭义的讲，将参数多于一个的势能图像叫做“(超)势能面”，而一维势能函数的图像称为“势能曲线”。势能面的多项式表面形式与它们在势能理论里的应用，有着自然的对应关系，而这种关系牵涉到对这些表面相互之间的调和函数。

## 数学定义与计算
例如：Morse势和简谐势阱是量子化学和量子物理中常用的势能曲线。但是这些简单的势能曲线只能用于描述比较简单的化学系统，如氢分子与两氢原子距离之间的关系。对于真实的化学反应，构筑势能面必须考虑反应物和产物分子的所有可能取向，及各取向对应的电子能。
构筑势能面，原则上可以通过量子力学计算得到，也可以通过经验或半经验的方法得到。

## 应用
1. ↑  .   [2021-03-15]. （原始内容存档于2016-12-22）.